# HMS Vale (P155)
HMS Vale (P155) var en av svenska marinens patrullbåtar. Tillsammans med systerfartyget HMS Vidar (P156) bildade hon 3. patrullbåtsdivisionen vid Gålöbasen från 1979. Hon och HMS Vidar, samt HMS Mjölner ingick i 46. Patrullbåtsdivisionen i Karlskrona 1983 1984 åtminstone. Då var Robert de Maré fartygschef och Anders Grenstad sekond. Under den här perioden moderiserades vapensystemen med Elma och Malin. Fartyget tjänstgjorde även vid 5. patrullbåtsdivisionen på västkusten och utrangerades 1995.

## Historia
Fartyget köptes 2003 av Sea Cadets lokalavdelning i Norwich, Storbritannien för cirka £30 000, och efter ombyggnad för ytterligare £93 000 så tjänstgjorde fartyget som lokalavdelningens högkvarter under namnet T/S Lord Nelson med förtöjningsplats vid Riverside Norwich. I september 2017 meddelade Sea Cadets att man ämnade göra sig av med fartyget och flytta sitt högkvarter till land.
Sedan juli 2018 är fartyget förtöjt vid Melton Boatyard i floden Deben öster om Ipswitch. Fartyget har återfått namnet HMS Vale, och de nya ägarna planerar café och utbildningsverksamhet ombord.

Vales vapen.